# Crimson Desert
Crimson Desert — майбутня рольова відеогра, розроблена та опублікована Pearl Abyss. 

## Огляд
Дії у відеогрі відбуваються в середньовічному фентезійному світі на континенті під назвою Півел.  Найманці під час війни борються за виживання, що співвідноситься зі слоганом гри: «Історія, написана кров'ю». Головний герой гри, Макдуф, син Мартінуса, очолює невеликий загін найманців, проте болючі спогади з минулого та тяготи лідерства заважають йому віддатися боротьбі й він опиняється в облозі. 

## Розроблення
Спочатку гра була запланована як приквел до Black Desert Online, але розвиток гри згодом змінився на щось інше, і гра змінилася на гру для одного гравця в тому ж всесвіті.  У грудні 2020 року, після виходу трейлера на Game Awards, Pearl Abyss випустили відео з коментарями, щоб пояснити розвиток гри та її власне бачення.  У грі використовується оновлена версія власного ігрового движка Black Desert Online під назвою BlackSpace Engine.  